# Nomada gruenwaldti
Nomada gruenwaldti är en biart som beskrevs av Schwarz 1979. Nomada gruenwaldti ingår i släktet gökbin, och familjen långtungebin. Inga underarter finns listade i Catalogue of Life.